# 酸化マンガン(III)
酸化マンガン(III)は、組成式がMn2O3で表される化合物である。
天然には、ビクスビ鉱（Bixbyite-(Mn)）として産出する。

## 性質
二酸化マンガンを空気中で800℃以下で熱するとα-Mn2O3が生成する（より高い温度では酸化マンガン(II,III)：Mn3O4が生成する）。γ-Mn2O3は水酸化マンガン(II)を脱水および酸化することで合成できる。数種のナノ結晶Mn2O3の合成法が報告されており、例えば、MnII塩の酸化またはMnO2の還元がある。
酸化マンガン(III)はアルカリセル中で酸化還元させることにより合成する。
{\displaystyle {\ce {2 MnO2\ + Zn -> Mn2O3\ + ZnO}}}
酸化マンガン(III)はオキシ水酸化マンガン(III)（MnOOH）と混同してはならない。Mn2O3はMnO2を熱することで生成される化合物であるが、それとは逆に、MnOOHは300℃で分解してMnO2を生成する化合物である。

## 構造
Mn2O3は他の遷移金属酸化物と異なり、コランダム（Al2O3）構造をとらない。一般に、α-Mn2O3とγ-Mn2O3の二種が構造が知られているが、高圧条件ではCaIrO3構造が報告されている。α-Mn2O3はC型希土類セスキ酸化物の立方晶系鉄マンガン鉱構造をとる(ピアソン記号 cI80, 空間群 Ia3, #206)。
この鉄マンガン鉱構造では少量のFe3+の存在が斜方晶系のMn2O3を安定化させている(ピアソン記号 oP24,空間群 Pbca, #61)。
γ-Mn2O3は酸化物イオンが立方最密構造をとる酸化マンガン(II,III)のスピネル構造に相関している。これは、γ-Fe2O3とFe3O4の関係に似ている。γ-Mn2O3はネール温度39Kでフェリ磁性である。